# Dresdner SC
El Dresdner SC es un equipo de fútbol de Alemania que juega en la Landesklasse Saschen-Ost, una de las ligas que conforman la séptima división de fútbol en el país.

## Historia
Fue fundado el 30 de abril de 1898 en la ciudad de Dresde en Sajonia por miembros del Dresdner EFC (fundado en 1874 por expatriados de Inglaterra y primer club de fútbol fuera de Inglaterra) y del Dresdner FC (fundado en 1893) y hacían regulares apariciones en las finales regionales ganando varios títulos, siendo uno de los clubes más fuertes de la Verbandsliga, en donde perdieron solo dos de los más de noventa partidos que jugaron en la liga. Fue uno de los equipos fundadores de la Federación Alemana de Fútbol en 1900.

### Años 30s y 40s
Se volvió uno de los clubes más fuertes de la Gauliga Saschen tras finalizar la Primera Guerra Mundial, ganaron la Copa de Alemania en dos ocasiones, así como dos títulos nacionales, ganando sus 23 partidos en la temporada de 1942/43, anotando 152 goles y recibiendo solo 16, así como los últimos ganadores del Trofeo Viktoria, el cual los aficionados del club tenían guardado en una caja fuerte en la desaparecida Alemania Oriental hasta que décadas después fue encontrada y regresada a la Federación Alemana de Fútbol.

### Después de laSegunda Guerra Mundial
Al finalizar la Segunda Guerra Mundial, todas las organizaciones fueron desaparecidas por la ocupación de los aliados para desconectar el pasado nazi, incluyendo a las organizaciones deportivas, pero en 1946 el club es reconstruido con el nombre SG Friedrichstadt, pero luego de jugar un partido ante el Horch Zwickaw, el cual se jugó de manera muy agresiva por el Horch, en donde el árbitro no permitió sustituciones y hubo varias invasiones de aficionados al campo de juego, pero terminaron ganando 5-1, pero por órdenes del régimen comunista en Alemania Oriental decidieron desmantelar al club y cederle todos sus jugadores al BSG Tabak Dresden, aunque la mayoría de los jugadores decidieron cruzar la frontera con Alemania Occidental y unirse al Hertha BSC.

### Legado
Luego de que el Dresdner SC fuera forzado a desmantelarse, surgieron clubes con orígenes ligados al club, los cuales fueron:
- Volkspolizei Dresden, formado en 1948, originalmente para tomar el lugar del club desmantelado, que para la temporada de 1952/53 cambió su nombre por el de Dinamo Dresde y se convirtió en uno de los equipos más fuertes de Alemania Oriental, pero fueron limitados en sus competiciones por el torneo nacional, aunque muy exitosos internacionalmente. Luego de la reunificación de Alemania en 1990 no han tenido tanto éxito, ya que no han pasado de jugar en algunas ocasiones en la 2. Bundesliga.
- SG Mickten, fundado en 1947 tras fusionarse con el BSG Sachsenverlag Dresden y que cambió de nombre varias veces: BSG Rotation Dresden (1951–1954); SC Einheit Dresden (1954–1965); FSV Lokomotive Dresden (1966–1990); y desde 1990 como Dresdner SC 1898.
- BSG Tabak Dresden, descendiente del Dresdner SV 1910, foramdo por jugadores de ciudades que estaban bajo el régimen nazi en 1933, reformado como SC Striesen en 1945 y que cambió su nombre por el de ZSG Nagema Dresden en 1948 y con jugadores que disputaron el partido fraudulento del Horch Zwickaw en 1950. En 1991 cambiaron su nombre por el de Dresden Striesen.
- Dresdner SF, formado en el periodo de entre-guerra tras la fusión de varios equipos de Dresde y que al finalizar la Segunda Guerra Mundial cambió su nombre por el de SG Pieschen, y que se le unieron otros equipos locales en la década de los años 1950s, y para 1966 emergió como Lokomotiv Leipzig.

### Retorno
El club original del Desdner SC fue refundado tras la reunificación de Alemania, y para la temporada de 1998 ya jugaba en la Regionalliga y tomó el lugar por un tiempo del Dinamo Dresde como el equipo más fuerte de Dresde, pero descendieron de la segunda división en 2003 y por problemas de insolvencia económica provocaron que el club descendiera hasta jugar en las ligas de fútbol aficionado.

## Palmarés
- Campeonato Alemán de fútbol: 2

1943, 1944
- Copa de Alemania: 2

1940, 1941
- FDGB-Pokal: 1

1958
- Mitteldeutsche Meisterschaft: 6

1905, 1926, 1929, 1930, 1931, 1933
- Mitteldeutscher Pokal: 2

1928, 1933
- Gauliga Sachsen: 6

1934, 1939, 1940, 1941, 1943, 1944

## Jugadores

### Jugadores que militaron paraAlemania
| Nombre           | Apariciones | Goles | Periodo |
| ---------------- | ----------- | ----- | ------- |
| Richard Hofmann  | 25          | 24    | 1927–33 |
| Helmut Schön     | 16          | 19    | 1937–41 |
| Willibald Kreß   | 16          | 0     | 1929–34 |
| Georg Köhler     | 5           | 0     | 1925–28 |
| Hugo Mantel      | 5           | 0     | 1927–33 |
| Walter Dzur      | 3           | 0     | 1940–41 |
| Helmut Schubert  | 3           | 0     | 1941    |
| Richard Gedlich  | 2           | 0     | 1926–27 |
| Friedrich Müller | 2           | 0     | 1931    |
| Herbert Pohl     | 2           | 0     | 1941    |
| Martin Haftmann  | 1           | 0     | 1927    |
| Arno Neumann     | 1           | 0     | 1908    |
| Karl Schlösser   | 1           | 1     | 1931    |
| Kurt Stössel     | 1           | 0     | 1931    |

### Futbolistas que jugaron paraAlemania Democrática
| - Harry Arlt | - Eduard Geyer | - Klaus Sammer |

### Jugadores destacados
| - Sven Benken - René Beuchel - Steffen Binke - Steffen Büttner - Andreas Diebitz - Ronny Ernst - Thomas Hoßmang | - Nikica Maglica - Rocco Milde - Sven Ratke - Heiko Scholz - Andreas Trautmann - Jens-Uwe Zöphel |